# Крепость Рам
Крепость Рам (серб. Тврђава Рам / Tvrđava Ram) — крепость (форт) XV века, расположенная на крутом склоне на правом берегу Дуная, в деревне Рам, муниципалитет Велико-Градиште, восточная Сербия. Крепость расположена на скале, которая с северо-восточной стороны наклонена к Дунаю. Предполагается, что город был построен на противоположной стороне от крепости Харам, которая располагалась за Дунаем и от которой ничего не осталось. Остатки города находятся в хорошем состоянии.

## Расположение
Крепость расположена на излучине Дуная, прямо напротив устьев рек Караш и Нера, в 1075 км от истока Дуная. К западу от крепости находятся низкие (высотой 69 м) болотистые участки правого берега Дуная, включая острова Чибуклия и Острво. К востоку от Рама находится возвышенность высотой 282 м (холм Горица). Ширина Дуная в этом месте составляет 5 км, это самая широкая точка, за исключением таковой близ Голубаца. Географически территория вокруг крепости представляет собой Рам-Голубац, песчаную зону длиной 30 км и шириной 5 км. Это южное продолжение гораздо более крупной песчаной местности Делиблатские пески в регионе Банат, и два песчаных участка разделены Дунаем. 
Расширение Дуная в устьях Караша и Неры было известно как Рамово озеро. Когда в конце 1960-х годов гидроэлектростанция Джердап I начала заполнять своё водохранилище, из-за подпора Дуная это расширение выросло и затопило окружающие равнины. Водно-болотное угодье площадью 50 км² стало известно как Лабудово окно. Эта среда обитания находится под охраной категории IV МСОП и 1 мая 2006 года была объявлена Рамсарским водно-болотным угодьем международного значения. 
Из-за своего возвышенного положения на скале над основным расширением реки крепость описывается как открывающая вид на «самые красивые сумерки Дуная».

## История

### Наименование
На некоторых старых картах крепость отмечена названием «Храм». Со временем звук «х» стал немым, а название сократилось до Рам. Невозможно подтвердить, является ли это подлинным сербским наименованием, поскольку «храм» по-сербски означает «храм», и действительно существуют остатки различной религиозной архитектуры от разных культур, которые жили в этом районе, или «Храм» произошёл от народной этимологии и сам по себе был сокращением от турецкого названия крепости Ихрам (или Ихрам Харам). 

### Античность
В ходе археологических исследований крепости в 2015-2018 годах было обнаружено, что современной крепости предшествовали гораздо более древние архитектурные элементы. Хотя это не упоминается в исторических записях, существовали артефакты, указывающие на доримское обитание здесь кельтов. Рядом с современной крепостью найдены остатки кельтского укреплённого поселения Опидум. Основываясь на этом, а также на описании берега Дуная в древних текстах, которое соответствует географии Рама, некоторые учёные предположили, что это может быть место, где Александр Македонский встретил кельтских посланников в IV веке до нашей эры. Другие исследователи предлагали этот район как одно из возможных полей битвы между греками и трибаллами во время балканской кампании Александра. 
Был обнаружен целый римский мавзолей. Мавзолей имеет диаметр 13 м и толщину крепостных стен 3 м, что указывает на его важность в то время. Впервые это место упоминается во времена правления императора Траяна, тогда оно упоминалось как поселение, где дислоцировались кавалерийские части. Римский комплекс, вероятно, имел религиозное назначение, но также служил ориентиром на реке. 
Внутри крепости есть башня, которую десятилетиями называли «Таинственной башней». В ней нет окон, и её предназначение было совершенно неизвестно. Археолог предположил, что это могла быть мечеть или некая кладовая. Во время обследований 2010-х годов перед реконструкцией был обнаружена табличка, установленная одним из легионеров римского императора Клавдия в честь Юпитера. Он построил башню и посвятил её верховному римскому богу Юпитеру.
Сохранились также народные предания, в которых утверждается, что этот район посетил гунн Аттила в первой половине V века.

### Средние века
Самые ранние упоминания о крепости Рам датируются 1128 годом нашей эры, когда византийская армия разгромила венгров в этом районе. После побед в этом регионе византийская армия сосредоточила свои действия на Среднедунайской низменности.
Для защиты правого берега Дуная османский султан Баязид II (1480–1512) перестроил и укрепил существовавшую крепость для борьбы с огнестрельным оружием. Крепость Рам, построенная в 1483 году, является одним из старейших артиллерийских фортов в Сербии, и Баязид II построил её после завершения строительства крепости Кулич недалеко от Смедерево. Он был построен также для усиления защиты от венгерских набегов с севера, обеспечиваемой существовавшими крепостями Смедеревской и Голубацкой. Крепость потеряла своё стратегическое значение в 1521 году, когда османы победили венгров и расширили свою территорию через Дунай, оставив крепость Рам во внутренних районах Османской империи. 
По легенде, пока султан инспектировал свои войска, он остановился передохнуть на небольшом холме, с которого открывался прекрасный вид на Дунай и венгерские земли за рекой. Он заснул на ихраме (ковре), а проснувшись, почувствовал себя помолодевшим и приказал построить на этом месте крепость. Это и дало оригинальное турецкое название крепости — Крепость Ихрам. Крепость была построена специально для элитных османских частей и тяжёлой артиллерии. Помимо оборонительной роли против венгров, она также контролировала движение на Дунае и служила отправной точкой для турецких походов в северные районы и оккупации в 1521 году. После битвы при Мохаче 1526 года крепость оставалась важной только для торговли. 
Одновременно с крепостью в её окрестностях был построен караван-сарай. В нём было 24 комнаты, каждая с собственным камином, для караванных и обычных путешественников. Со временем он превратился в современную деревню Рам. На этом месте расположена современная сербская православная церковь, построенная в 1839 году, а погостом здесь служит бывший караван-сарай. Это единственный сохранившийся караван-сарай в Сербии и один из наиболее хорошо сохранившихся подобных объектов на Балканах. Строительство церкви способствовало сохранению, так как предотвратило дальнейшее разрушение и хищение строительных материалов.

### Современный период
В течение XVIII века и различных османско-габсбургских войн (1683–1699, 1716–1718, 1735–1739, 1788–1791) Рам частично восстановил своё прежнее значение. Внутренняя часть крепости была снесена во время сербского антиосманского приграничного восстания Кочи в 1788 году. С тех пор жизнь внутри крепости медленно угасала, пока она не была полностью эвакуирована османами в середине XIX века.
Сербские войска вошли в крепость в 1806 году во время Первого сербского восстания под руководством воеводы Миленко Стойковича. Стойкович также взял 42 женщины из гарема местного паши и включил их в свой гарем. Рам был отправной точкой первой сербской международной делегации во время восстания, которую возглавлял протопоп Матея Ненадович. Позже в форте разместилась таможня, поскольку он был пограничным поселением. Лингвист Вук Стефанович Караджич в молодости некоторое время работал таможенником в Раме. 
Большая часть крепости в том виде, в котором она находится сегодня, возникла в XVII и XVIII веках, в периоды частых османско-габсбургских войн. Крепость пострадала во время обеих мировых войн. Планы по реконструкции крепости были предложены ещё в 1980-х годах, но до 2010-х годов ничего не делалось по её возрождению. В окрестностях до сих пор стоят действующие углевыжигательные печи. Участок реки у подножья крепости — популярное место для рыбалки. Самый распространённый улов – толстолобик.

## Архитектура
Крепость построена из щебня и качественного известнякового раствора. Кирпичи использовались для арок и сводов. Оригинальная деревянная конструкция до сих пор скрепляет крепость. 
Неизвестно, когда был построен первоначальный город, но это определённо один из старейших фортов в этом регионе. Османы не снесли римский мавзолей, а построили вокруг него крепость. По большей части это позволило более старым останкам сохраниться в относительно хорошей форме до наших дней. Султан Баязид II построил нынешние укрепления в форме неправильного пятиугольника максимальной длиной 35 м и шириной 25 м, предназначенные для противостояния артиллерийской атаке. Город состоит из 5 башен на четырёх уровнях (три этажа и цокольный этаж), трёх на востоке и двух на западном валу. Помимо места входа в крепость, здесь расположены четыре угловые башни. Боковая сторона и форт окружены невысокой стеной и широким сухим рвом перед ней. Вход в город осуществляется через донжонскую башню, расположенную на юго-западной стороне форта. Башни имеют разные основания, но спроектированы по регулярной схеме и построены по единой архитектурной концепции. На первых этажах каждой башни имелись артиллерийские амбразуры. Стены толщиной от 2 до 3,3 м. Чтобы предотвратить лёгкий захват крепости, на верхние этажи можно было попасть только через ворота каждой башни или по внешней лестнице.
Дорога, состоящая из башен и валов, имела парапеты с зубцами на внешней стороне, которые солдаты использовали в качестве укрытия. Высота и ширина валов варьируется от 1,87 до 3,35 м. Крепость окружена рвом и двумя внешними валами меньшего размера.
В крепости сохранились каменные камины, редкие в средневековых постройках этого региона. Эти печи были обнаружены во время археологических исследований, и каждая имела собственный дымоход, встроенный в стены. Также был обнаружен туалет, специально построенный для командира крепости. Над городским рвом находится мост, расположенный у юго-восточной башни и ведущий в пространство между крепостью и низкими стенами вокруг неё. На всех валах, кроме Западного, амбразуры расположены на одинаковом расстоянии от башни. 
Пять башен имеют в общей сложности 36 орудийных амбразур, а это означает, что для управления артиллерией требовалось не менее 100 солдат. Крепость в целом имеет внутреннюю структуру, отличную от других крепостей того периода, и её описывали как «чудо крепости». Она также имела гражданское назначение, а остатки каминов были найдены на верхних этажах. В центральной части внутренней секции также сохранились остатки мечети.
Под башнями находится мощёное плато. Это отправная точка каменной лестницы, ведущей на берег Дуная, и паромного причала.

## Настоящее время

### Состояние
Археологические работы проводились в 1980 году. По состоянию на февраль 2018 года Крепость Рам находится в очень хорошем состоянии. Башни в хорошем состоянии, за исключением Юго-восточной (Башня II), фасадная часть которой почти полностью разрушена. Валы крепости также находятся в хорошем состоянии, а небольшой бастион присутствует в едва узнаваемом виде. Внутри форта, вдоль западного вала, сохранились остатки здания с основанием правильного восьмиугольника и длиной сторон 3 м. Вся территория вокруг крепости была археологически исследована в 1980-х годах. План реконструкции крепости Рам был принят в 2013 году.
Дальнейшее исследование внутренней части крепости произошло в 2015 году, после чего последовала реконструкция. Сначала крепость и её окрестности были тщательно зачищены. Исследовав почти 70% крепости, археологи добрались до первоначального этажа. Было обнаружено несколько построек XVI-XVIII веков, относящихся к периоду, когда Рам уже не функционировал как военный лагерь. Также были найдены винтовки XVII века, стрелковое оружие, бомбы, инструменты и старинные сосуды. Некоторые другие артефакты указывают на культурную функцию крепости, например, стекло, большое количество небольших каменных ядер (которые использовались в качестве гирь для весов) и китайский фарфор. После реставрации все предметы будут выставлены в крепости. В ходе изысканий была обнаружена линейка, служившая эталоном строительства. Её размер 76 см.
Существует паромная линия, соединяющая Рам со Старой Паланкой через Дунай, в регионе Банат. Для развития туризма также проектируется причал на Дунае для круизных судов. Министерство культуры планирует превратить всю деревню Рам в экомузей; также строится подъездная дорога длиной 15 км. 

### Реконструкция 2017-2019 годов
Полная реконструкция началась в 2017 году. Реставрация охватила три башни и четыре стены. Башни IV и V были отремонтированы, а башня II, находившаяся в худшем состоянии и почти полностью разрушенная, была частично реконструирована. Её фундамент был построен с нуля и перестроен до уровня крыши, включая амбразуры в стенах. К февралю 2018 года выполнено несколько этапов археологических работ (IV этап) и реконструкции (I этап), или 60% запланированных работ. Дальнейшие работы потребуют дальнейших археологических раскопок. Планировалось, что реставрация завершится к июлю 2018 года, переделка крепости – к декабрю 2019 года, а также планируется обновление остатков старого караван-сарая.
Первый этап реконструкции продлён до ноября 2018 года, когда крепость должна быть вновь открыта для посетителей. Срок был продлён до июня 2019 года. Реставраторы использовали те же материалы из близлежащего сланцевого карьера, которые использовались при строительстве первоначальной крепости. С целью воссоздания был проведён 21 анализ оригинального раствора. Использовались только деревянные балки, а реконструкция велась без использования цемента, добавок к бетону или железных прутьев. Вместо использования современных распространённых вариантов кирпичи были изготовлены специально для реконструкции. Крепость была вновь открыта для посетителей 6 августа 2019 года после «почти идеальной» реставрации.
В начальной школе села открыта постоянная выставка, посвящённая крепости.

## Будущее
К 2020 году должны быть построены пешеходные и велосипедные дорожки. Они соединят крепость с деревней Затонье на берегу Серебряного озера. Дальнейшая модернизация комплекса включает в себя причал на Дунае для круизных кораблей и новую подъездную дорогу длиной 15 км. 
Были объявлены амбициозные планы на будущее, которые включают: строительство автомагистрали, которая соединит крепость со столицей государства Белградом; высадка более 150 видов цветов вокруг всего крепостного комплекса, формирование вокруг него цветочного пояса; строительство перил и ограждений вдоль каждой лестницы; восстановление мостов, соединявших башни, воссоздание кругового надземного пути; компьютеризированные презентации прежней жизни крепости; реконструкция караван-сарая; реконструкция Таинственной Башни.